# Schönholthausen
Schönholthausen ist ein Dorf im Kreis Olpe, im südlichen Sauerland, in Südwestfalen, circa fünf Kilometer südlich vom Oberbecken des Pumpspeicherwerkes Rönkhausen. Der Ort hat rund 750 Einwohner und gehört zur politischen Gemeinde Finnentrop. Die Ortschaft liegt im Naturpark Sauerland-Rothaargebirge. Nahe Schönholthausen führt der SauerlandRadring, der auf einem Teil der Trasse der ehemaligen Bahnstrecke Finnentrop–Wennemen verläuft, entlang.

## Geschichte

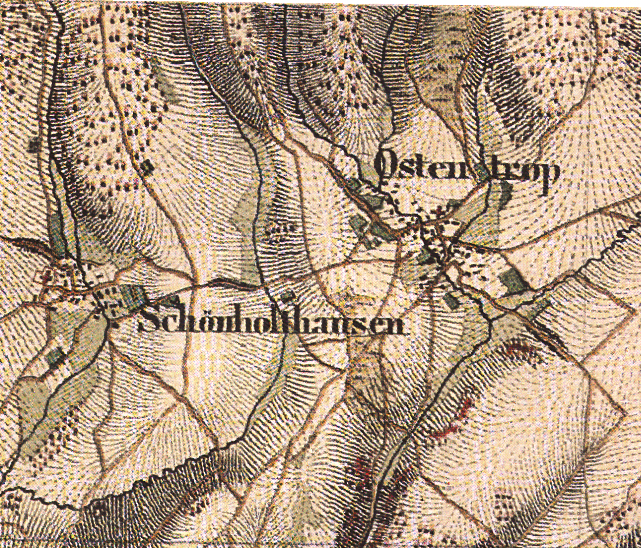
Ausschnitt Schönholthausen-Ostentrop, preußische Uraufnahme 1841

Schönholthausen wurde erstmals im Jahr 1240 erwähnt. Als gesichert gilt allerdings, dass das Stift Herford an der Stelle der heutigen Kirche von Schönholthausen bereits im 11. Jahrhundert, möglicherweise auch vor der Jahrtausendwende, eine Eigenkirche unterhielt. Diese Kirche gehörte zum Amt Schönholthausen, zu dem das Stift eine Vielzahl von Höfen auch außerhalb des heutigen Gemeindegebietes von Finnentrop zusammengefasst hatte.
In Schönholthausen wurden die Abgaben dieses Höfeverbands gesammelt und nach Herford gebracht. Alle drei Jahre residierte in Schönholthausen die Äbtissin des Stiftes, um die Güter des Amtes zu inspizieren. Von dieser ersten steinernen Kirche konnten bei Ausgrabungen 1978 Fundamentreste der Apsis und eines Pfeilers gefunden werden.
Im Laufe des 13. Jahrhunderts bildete sich in den umliegenden Gebieten eine Schicht des niederen Adels, der sich auf Rittergütern niederließ, auch Schönholthausen wurde Sitz eines Rittergeschlechtes.
Ab der Mitte des 15. Jahrhunderts gehörte das Gebiet von Schönholthausen zum Herzogtum Westfalen der Erzbischöfe von Köln. Verwaltungstechnisch gehörte Schönholthausen während dieser Zeit mit Rönkhausen und Lenhausen zum kölnischen Amt Waldenburg. Als Gericht war das Gogericht in Attendorn für den Ort zuständig.
Frühe Anhaltspunkte über die Größe von Schönholthausen ergeben sich aus einem Schatzungsregister (diente der Erhebung von Steuern) von 1543. Demnach gab es zu dieser Zeit in „Schönholtzhausen Baurschafft“ 16 Schatzpflichtige. Die Anzahl der Schatzpflichtigen dürfte in etwa mit den vorhandenen Familien bzw. Häusern übereingestimmt haben.
Nach dem Reichsdeputationshauptschluss geriet 1806 Schönholthausen in das Großherzogtum Hessen, zum Bezirk des Justizamtes Attendorn. Nach dem Wiener Kongress fiel Schönholthausen zusammen mit dem größten Teil des ehemaligen Herzogtums Westfalen 1815 an Preußen. 1817 verlor das Justizamt Attendorn seine Verwaltungsfunktion, bei ihm verblieb aber die Gerichtsbarkeit.
Die Verwaltung Schönholthausens unterstand ab 1817 zunächst dem Kreis Bilstein. Aber bereits zum 1. Januar 1819 erfolgte die Eingliederung in den Kreis Eslohe, welcher ab 1832 zum Kreis Meschede wurde. In diesem Kreis verblieb Schönholthausen bis 1969. Durch die Westfälische Landgemeindeordnung von 1841 wurde Schönholthausen am 5. Oktober 1843 als selbständige Gemeinde bestätigt. Bis dahin hatte es zur Bürgermeisterei Serkenrode gehört, das nunmehr in Amt Serkenrode umbenannt wurde und neben Schönholthausen die Gemeinden Schliprüthen und Oedingen enthielt.
Am 1. Januar 1832 wurde die neue Gemeinde Wildewiese durch Ausgliederung aus Schönholthausen gebildet. Zur Landgemeinde Schönholthausen gehörten u. a. die Ortsteile Fretter, Ostentrop, Bamenohl, Habbecke, Lenhausen und Weringhausen. Die Gemeinde zählte im Jahr 1895, bei einer Fläche von 6.465 ha, 3.450 ganz überwiegend katholische Einwohner, 1910 waren es 4.807 Einwohner und 1939 wurden 7.589 Einwohner gezählt.
Bei der kommunalen Neuordnung im Kreis Olpe wurden am 1. Juli 1969 Schönholthausen und Schliprüthen mit Heggen aus der Gemeinde Attendorn-Land zur neuen Gemeinde Finnentrop zusammengefasst.

## Kirche
In Schönholthausen steht die katholische Kirche der Pfarrgemeinde Mariä Himmelfahrt Schönholthausen. Diese Kirche wurde im 13. Jahrhundert Pfarrkirche eines eigenen Kirchspiels.
Die Kirche stellt in der heutigen Form den dritten Kirchenbau dar. Von der ersten Steinkirche, die bereits im 11. Jahrhundert hier gestanden haben muss, konnten 1978 bei Ausgrabungen nur Fundamentreste gefunden werden.
Vom zweiten Kirchenbau, einer dreischiffigen romanischen Kirche aus dem 13. Jahrhundert steht heute noch der Kirchturm. Der noch heute erhaltene Holzglockenstuhl im Turm stammt allerdings aus dem 17. Jahrhundert. Spätestens seit 1734, wo eine Reparatur verbürgt ist, verfügte der Kirchturm auch über eine Uhr. Die heutige Kirchturmuhr der Turmuhrenfabrik J. F. Weule stammt von 1900. Drei der zwischen vier Glocken im Kirchturm wurden 1917 während des Ersten Weltkriegs beschlagnahmt und eingeschmolzen, die vierte und drei 1924 wieder zugefügte Glocken wurden dann 1942 im Zweiten Weltkrieg eingeschmolzen. Es verblieb lediglich eine kleine 1716 gegossene Glocke, die noch heute im Betrieb befindliche sogenannte „Wandlungsglocke“. 1949 wurden erneut vier Kirchenglocken für das Viererglockenspiel gegossen. Aus dem zweiten Kirchenbau wurden bei der Neuerrichtung im 18. Jahrhundert die Kanzel, deren Korb Pinienzapfen – Sinnbilder des Lebens – anstelle der vier Evangelisten schmücken, zwei Seitenaltäre, zwei Beichtstühle, Chorbänke, eine Reihe von Figuren und Bilder übernommen. Der Altar ist ein Hochaltar, der aus der Pfarrkirche St. Cyriakus in Berghausen stammt. Die Kanzel ist aus dem Jahr 1686.
Beim dritten Kirchenbau wurde von 1733 bis 1736 das heutige Kirchenschiff mit Chor errichtet. Es handelt sich um eine Halle im Stile des Barock, welche allerdings auch gotische Elemente aufweist. Zwischen 1791 und 1794 wurde die heutige Orgelbühne errichtet. Die heutige Orgel stammt von 1902 und wurde von dem Orgelbauunternehmen Gebrüder Stockmann in Werl hergestellt. Von einer Ausmalung der Kirche von 1878 durch den der Wiedenbrücker Schule zuzurechnenden Maler Anton Goldkuhle sind noch die vier Medaillons mit den Kirchenvätern Gregorius, Hieronymus, Augustinus und Ambrosius im Chor erhalten. Ebenfalls aus dieser Zeit stammen die heutigen Kirchenfenster. Im Jahre 2012 wurde der Innenraum der Pfarrkirche umfassend restauriert.

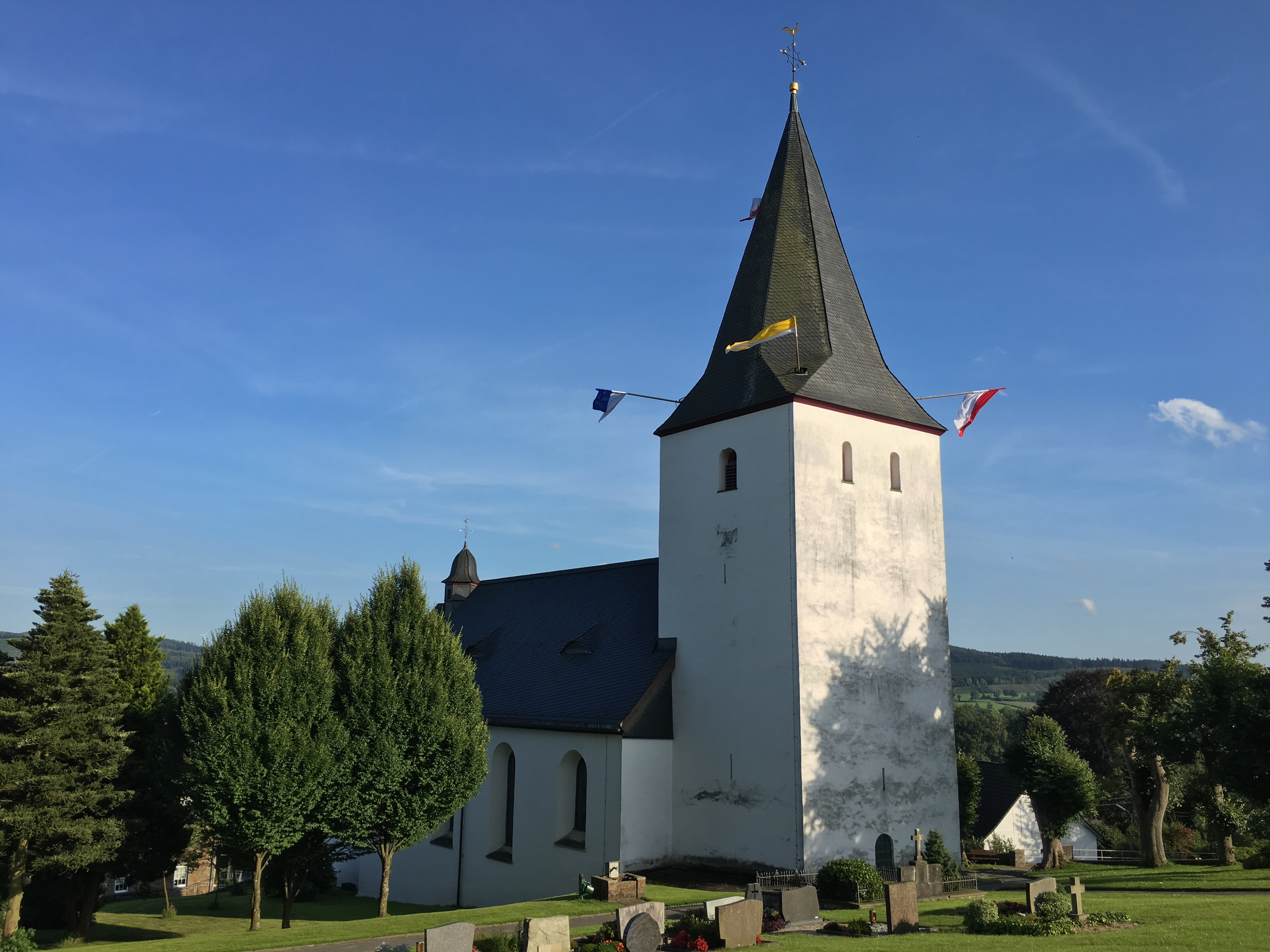
Pfarrkirche Mariä Himmelfahrt (2016)
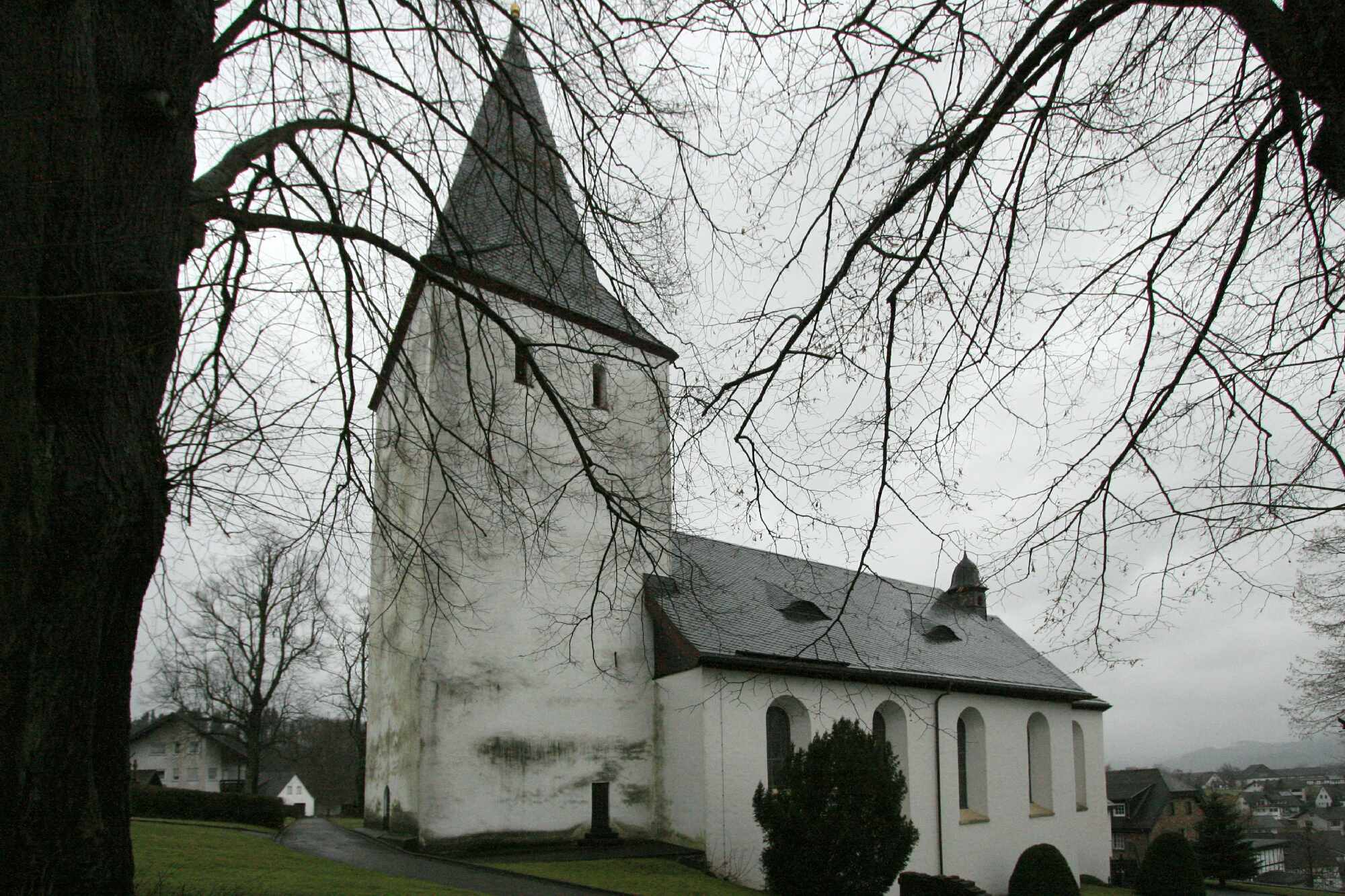
Ansicht von Süd-West
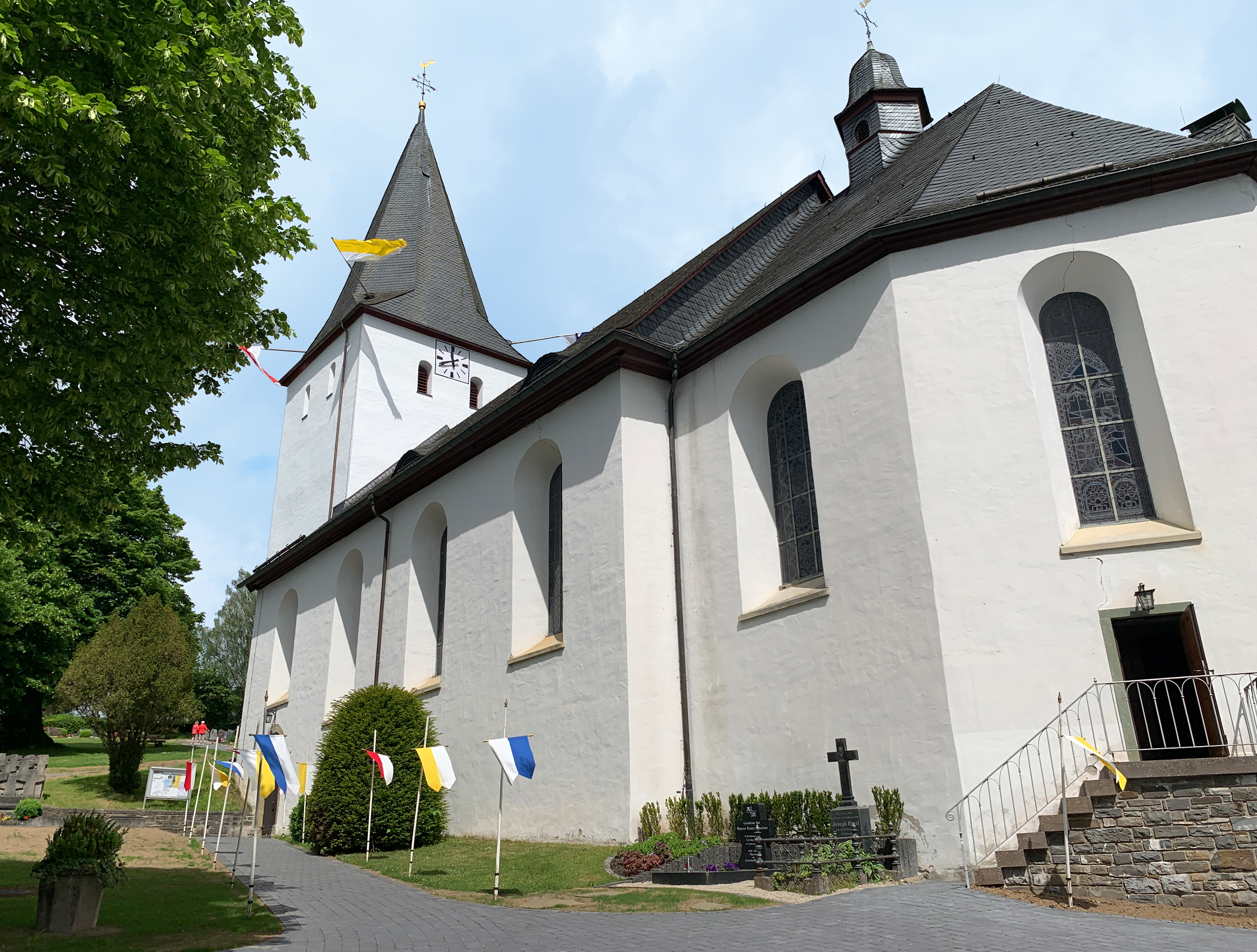
Ansicht aus Südost
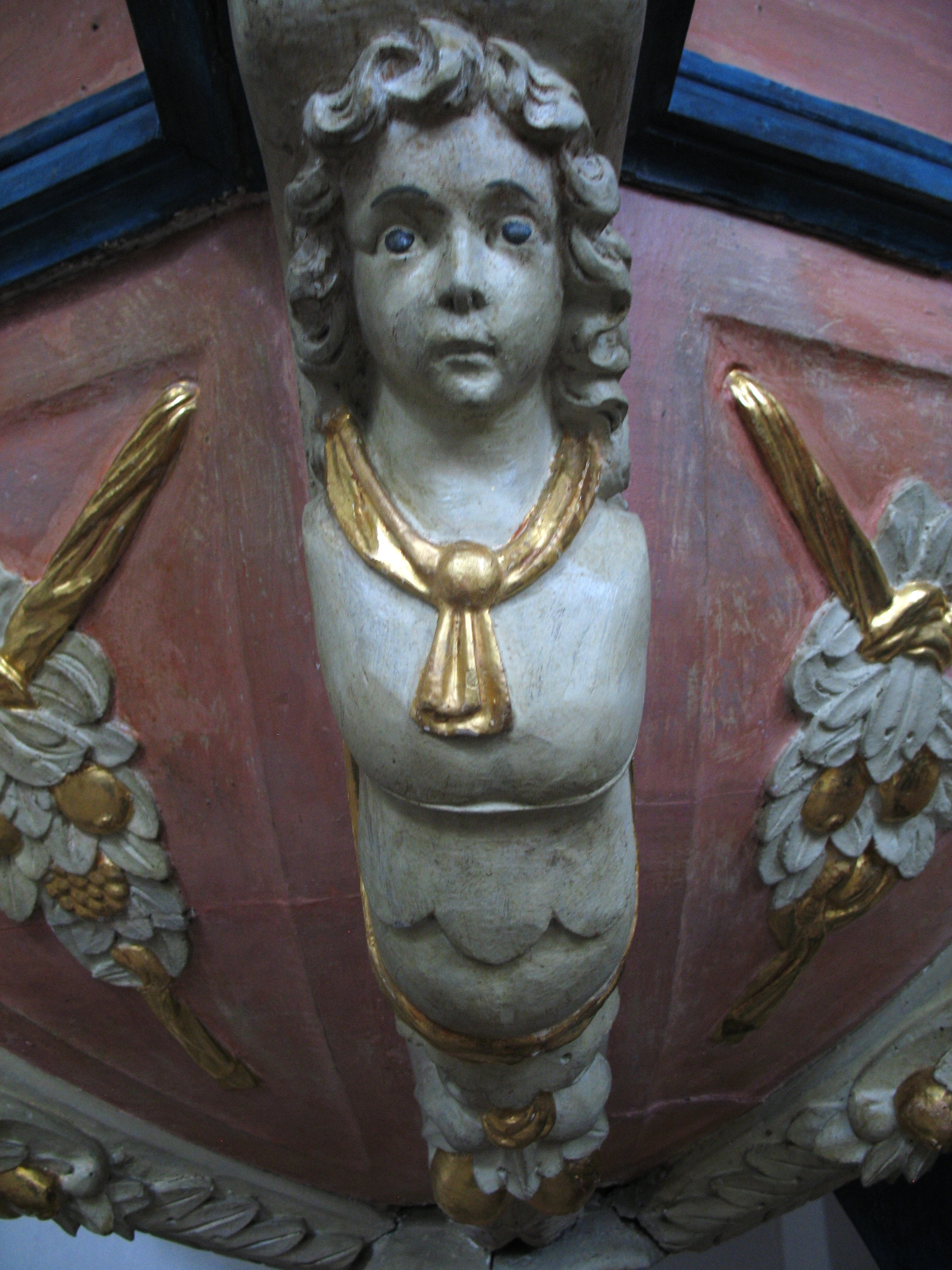
Detail der Kanzel
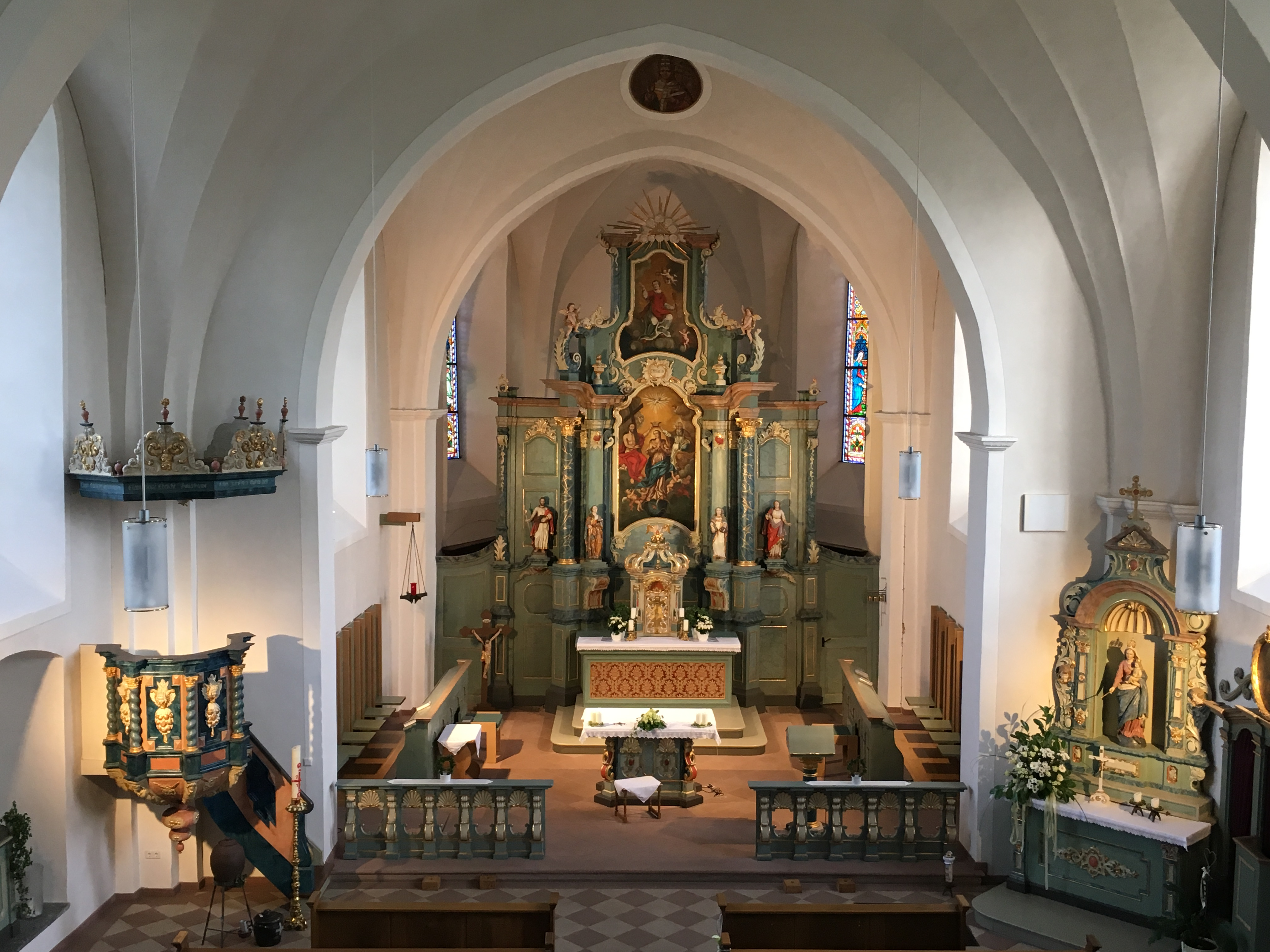
Hochaltar mit Seitenaltar und Kanzel
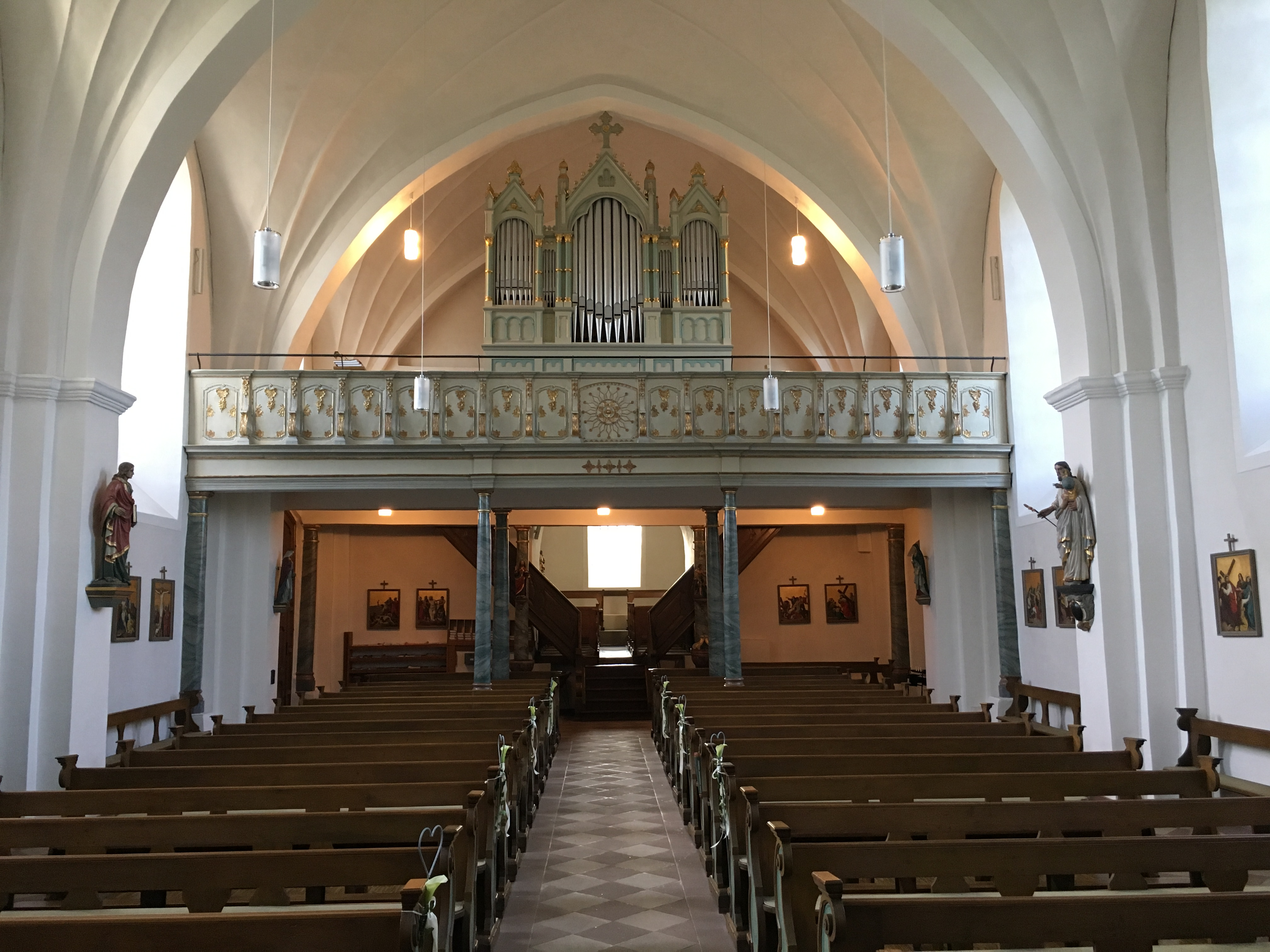
Kirchenschiff mit Empore und Orgel von 1902

## Bildung und Museen
An Bildungseinrichtungen findet sich in Schönholthausen die Katholische Grundschule Schönholthausen, deren Vorgängerschulen seit dem Jahr 1647 existieren. Der Kindergarten Zwergenland wird im Nachbarort Ostentrop vom gemeinsamen Kindergarten-Elternverein Ostentrop/Schönholthausen e. V. betrieben.
In Schönholthausen befindet sich das Museum „Heimatstube“ Schönholthausen, ein vom Heimatverein Schönholthausen e. V. getragenes Heimatmuseum. Ausstellungsschwerpunkte sind Land-, Wald- und Hauswirtschaft, das Handwerk auf dem Dorf und Hochzeitsbrauchtum. In dem Museum befindet sich auch ein Schulraum von 1920 und eine alte Arztpraxis.

## Vereinsleben
Schönholthausen verfügt im musikalischen Bereich über einen Musikverein, einen Spielmannszug, den MGV Sängerbund 1850 Schönholthausen und den Frauenchor Fun & Joy Ostentrop-Schönholthausen, sowie den Chor Junger Chor in Schönholthausen-Ostentrop.
Im sportlichen Bereich findet sich der Sportverein Rot-Weiß 1927 Ostentrop-Schönholthausen e. V. Die Schützenbruderschaft St. Sebastianus Schönholthausen-Ostentrop 1818 e. V. feiert jedes Jahr immer am letzten Wochenende im Juni das traditionelle Schützenfest. Es existiert auch der Verein Sauerländer Freizeitkutscher e. V., mit dem Ziel der Erkundung der Sauerländer Berge bei Strecken- und Orientierungsfahrten unter Einbindung der ganzen Familie.

## Wappen
Das Wappen von Schönholthausen hat einen goldenen Hintergrund, der von oben links nach unten rechts von einem roten Balken durchzogen ist. Oben rechts und unten links ist jeweils ein Eichenzweig mit einer Eichel zu sehen. Der schräge rote Balken in Gold ist dem Wappen der Familie von Schnellenberg zu Schönholthausen entnommen, die seit dem 13. Jahrhundert ein Rittergut als Lehen der Kölner Erzbischöfe besaß. Die zwei Eichenblätter sind ein Hinweis auf den Schönholthauser Ortsnamensbestandteil „holt“, was „Holz = Wald“ bedeutet.

## Bedeutende Schönholthausener
- Bischof Johann Friedrich Adolf von Hörde (* 5. Dezember 1688 in Schönholthausen; † 3. August 1761), Apostolischer Vikar des Nordens (seit 1722), erster Titularbischof von Flaviopolis (seit 1723), Weihbischof von Osnabrück (seit 1723)
- Kaufmann Heinrich Weke, Stifter von Kloster Ewig und Hospital Ewig, * gegen Ende des 14. Jahrhunderts
- Anton Kayser, Kirchspielsvorsteher und Abgeordneter, * 8. März 1792; † 25. Dezember 1861
- Franz Beckmann, ein Wissenschaftler aus Schönholthausen, * 10. April 1810; † 27. August 1868
- Franz Kayser, ein Pionier Raiffeisens, * 7. Juni 1834; † 16. Mai 1927
- Bernhard Melcher, Landwirt und Bürgermeister, * 7. März 1903; † 10. März 1981
- Albert Deimel, Erfinder des Sparschäler (Patent vom 14. Februar 1936)